# Jade Ulutule

a Compétitions nationales et continentales officielles uniquement.

b Matchs officiels uniquement.
Jade Ulutule, née Jade Le Pesq le 12 octobre 1992 à Fécamp, est une joueuse internationale française de rugby à sept et de rugby à XV.

## Biographie
Jade Le Pesq est le 12 octobre 1992 à Fécamp,
Avant de commencer le rugby, elle pratique le handball. Elle s'initie au rugby dans sa ville de Fécamp, où elle joue pendant sept ans avant d'intégrer le pôle espoir rugby féminin de Rennes, puis le Stade rennais à 18 ans, avec lequel elle découvre l'élite du rugby féminin français. Elle part en Nouvelle-Zélande où elle dispute le championnat national avec l'équipe d'Auckland. Elle est élue meilleure jeune joueuse à l'issue de la saison, qui voit également son retour en France.
Elle fait partie de l'équipe de France féminine de rugby à XV à partir du Tournoi des Six Nations 2013. Elle honore sa première cape internationale en équipe de France le 2 février 2013 contre l'Italie.
Elle fait aussi partie de l'équipe de France féminine de rugby à sept disputant la Coupe du monde 2013 et les Jeux olympiques d'été de 2016.
En 2017, elle est retenue dans le groupe pour disputer la Coupe du monde 2017 en Irlande. Au cours de la compétition, elle dispute trois matchs, dont deux en tant que remplaçante de Yanna Rivoalen. Elle est titulaire lors de la petite finale contre les États-Unis, au cours de laquelle elle marque un essai.
En 2018, lors du premier match du Tournoi des Six Nations, le 3 février à Toulouse, elle marque deux essais (22e et 71e minute). La France l’emporte 24-0. Le 10 février au Scotstoun Stadium de Glasgow, elle marque un essai contre l’Écosse à la 79e minute. La France l’emporte 3-26. La France remporte le Grand Chelem dans le Tournoi des Six Nations.
En 2019, Jade Le Pesq se marie et prend alors le nom de son époux, Ulutule.
En 2021, elle est sélectionnée par David Courteix pour participer aux Jeux olympiques de 2020 à Tokyo ; les Bleues sont médaillées d'argent.
Ayant subi une commotion cérébrale en séance d'entraînement fin-avril 2024, elle manque la fin de la saison de la série mondiale. Bien qu'elle prenne part aux stages de préparation des Jeux olympiques de 2024 à Paris, elle est contrainte de déclarer forfait le 28 juin 2024 ; elle met à cette occasion un terme à sa carrière de joueuse.

## Palmarès

### En rugby à sept
- Jeux olympiques :
  -  Médaille d'argent en 2021.

### En rugby à XV
- Coupe du monde :
  -  Médaille de bronze en 2017.
- Tournoi des Six Nations :
  - Vainqueur avec Grand Chelem en 2018.

## Décorations
- Chevalier de l'ordre national du Mérite (décret du 8 septembre 2021)[10]